# 23. območni štab Slovenske vojske
23. območni štab (kratica: 23. OŠTO/23. OŠSV) je bil območni štab, sprva Teritorialne obrambe Republike Slovenije, nato pa Slovenske vojske, ki je bil aktiven med slovensko osamosvojitveno vojno.
Spadal je pod poveljstvo 2. pokrajinskega štaba in deloval v sklopu Dolenjske pokrajine.

## Zgodovina
OŠTO je bil ustanovljen v veliki reorganizaciji TO RS v aprilu/maju 1991 v skladu z Zakonom o obrambi in zaščiti, ki je bil sprejet 29. marca 1991 in stopil v veljavo 14. aprila istega leta: 30. aprila so bili ukinjeni občinski štabi in naslednji dan (1. maja) ustanovljeni območni štabi.
Leta 1998 je bila izvedena nova strukturna reorganizacija Slovenske vojske, s katero so bili ukinjeni območni štabi.